# 霞洞站
霞洞站位于广东省茂名市电白区霞洞镇，是广茂铁路线上的一座四等站，于1991年投入使用。离三水站277公里，距茂名站33公里，隶属广州铁路集团三茂铁路股份有限公司管辖。客运可办理旅客乘降及行李、包裹托运；货运可办理整车货物到发。经停该站的唯一一趟旅客列车是原三茂铁路股份有限公司开行的肇庆-茂名东的7273/7274次列车，但该车已自2008年4月起停运。